# 피렌체 공의회

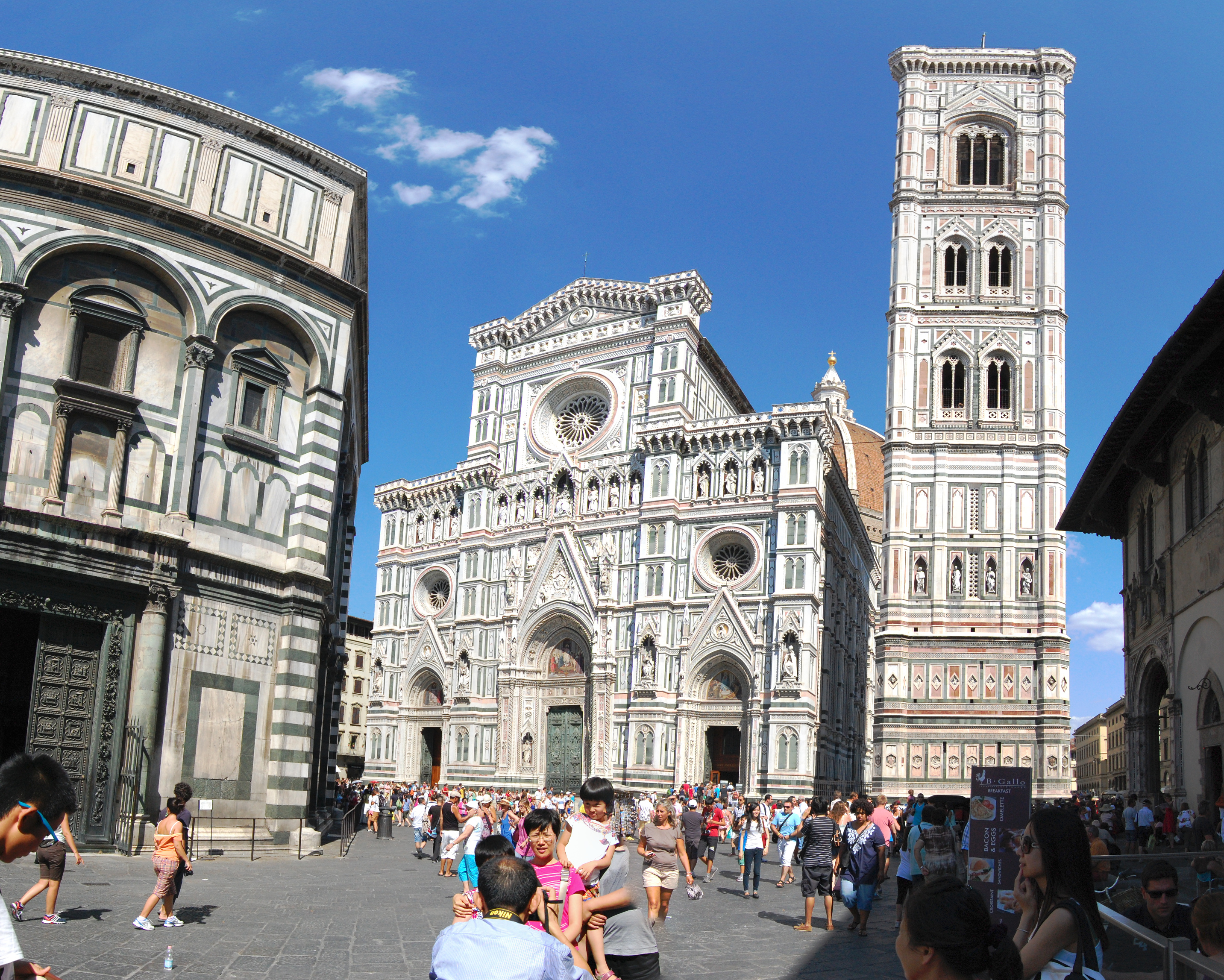

로마 가톨릭교회의 17번째 세계 공의회는 1431년 2월 갑작스럽게 사망한 교황 마르티노 5세가 보헤미아의 후스 전쟁의 전후 사정 및 오스만 제국의 성장 등으로 인한 문제를 다루기 위해 바젤 공의회로서 소집되었다. 가장 중점 사항은 공의회수위설과 교황 수위권 사이의 분쟁이었다.
1437년 신성 로마 황제 지기스문트 사후에 두 번째 주제가 진행되었다. 교황 에우제니오 4세는 자신에게 적대적이던 이전의 공의회에 대항하여 1438년 1월 8일에 페라라 공의회를 소집했고 이탈리아에 비잔티움 제국 대사들을 불러들이는 데 성공했다. 바젤 공의회는 처음에는 그를 이단이라 선포하며 그의 지위를 정지키시고, 그후 1439년 11월에 대립교황 펠릭스 5세를 선출시켰다. 이들에 반대하던 피렌체 공의회 (페라라에서 일어난 선페스트를 피하기 위해 옮김)가 여러 동방 교회들과 교회 통합 협상을 이루어내며 막을 내렸다. 이 공의회는 동서 교회의 분열을 종결하는 가교 역할을 했으나, 교황권을 위한 정치 쿠데타였다. 1447년 지기스문트의 후계자 프리드리히 3세는 바젤에서 바젤 공의회를 축출시키라 명령을 내렸고; 이렇게 쫓겨난 공의회는 1449년에 스스로 해산할 때까지 로잔에서 다시 모였다.